# نيكولا ويلسون
نيكولا ويلسون (بالإنجليزية: Nicola Wilson)‏ هي متسابقة الحدث بريطانية، ولدت في 1 أكتوبر 1976 في دارلينغتون في المملكة المتحدة.

## وصلات خارجية
- نيكولا ويلسون على موقع الاتحاد الدولي للفروسية (الإنجليزية)
- نيكولا ويلسون على موقع FEI (رابط بديل) (الإنجليزية)
- نيكولا ويلسون على موقع أوليمبيديا (الإنجليزية)
- نيكولا ويلسون على موقع اللجنة الأولمبية البريطانية (الإنجليزية)